# 沙格庙
17°57′47″N 102°36′42″E / 17.96306°N 102.61167°E

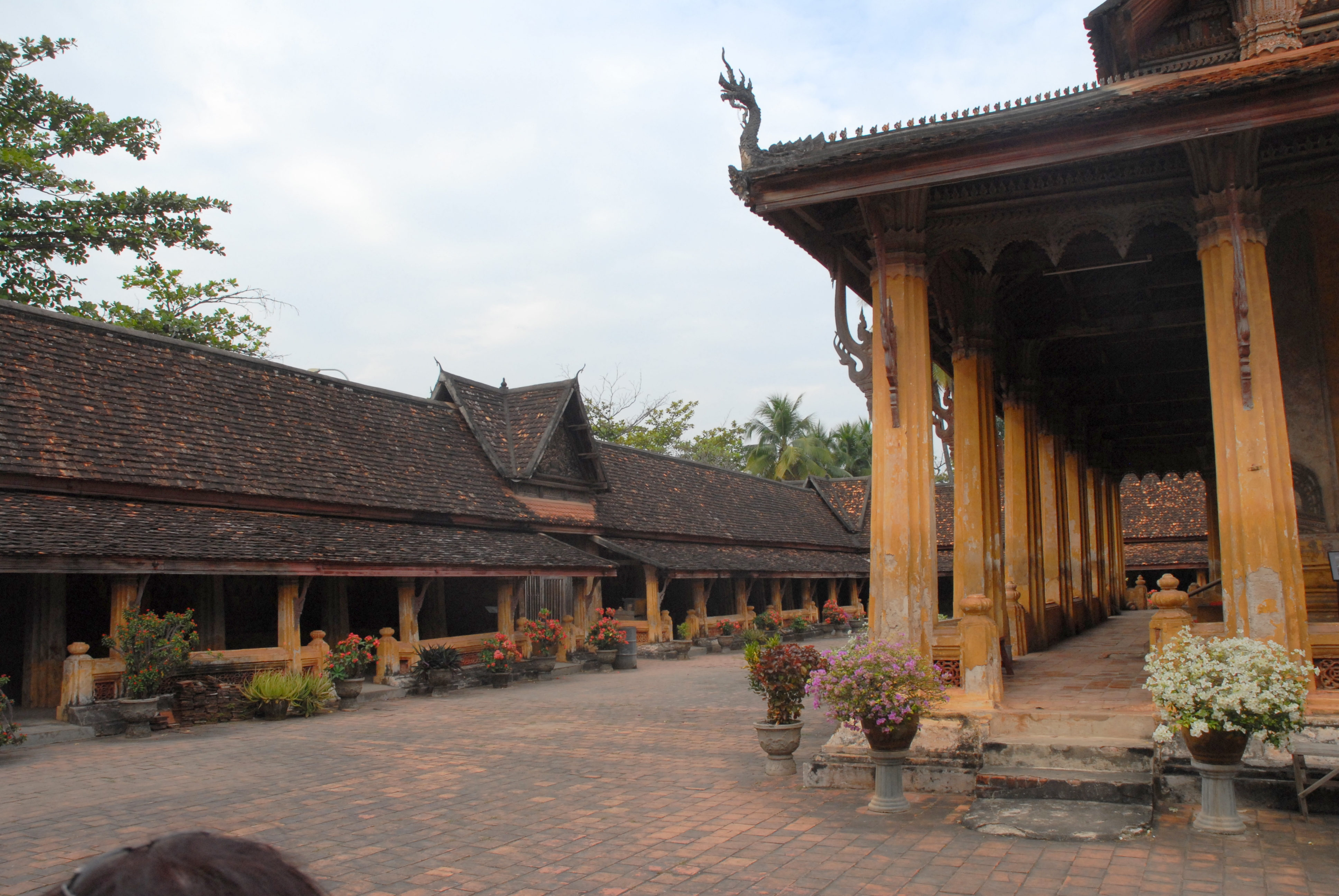
沙格庙

沙格庙（Wat Si Saket），又译西刹吉寺、西萨格寺，是老挝万象的一座古老寺庙。位于澜沧路与塞塔提腊路交界处，萬象玉佛寺的西北側。
沙格庙于1818年由万象王国国王昭阿努下令建立。昭阿努早年曾在暹罗（今泰国）宫廷接受教育，沙格庙是以泰国金山寺为参照对象建造的，建有高墙回廊，并且在庭院里还种了很多椰子树、香蕉树和芒果树等。
1827年，因昭阿努发动反对暹罗的叛乱，暹罗攻入万象，夷平了大量建筑。不少寺庙被夷平，但沙格庙由于与暹罗的建筑风格相似，得以幸免。此后沙格庙成为暹罗在万象的行政中心。这可能是目前万象保存的最古老的一座寺庙。法属印度支那殖民政府曾先后于1924年、1930年重建沙格庙。

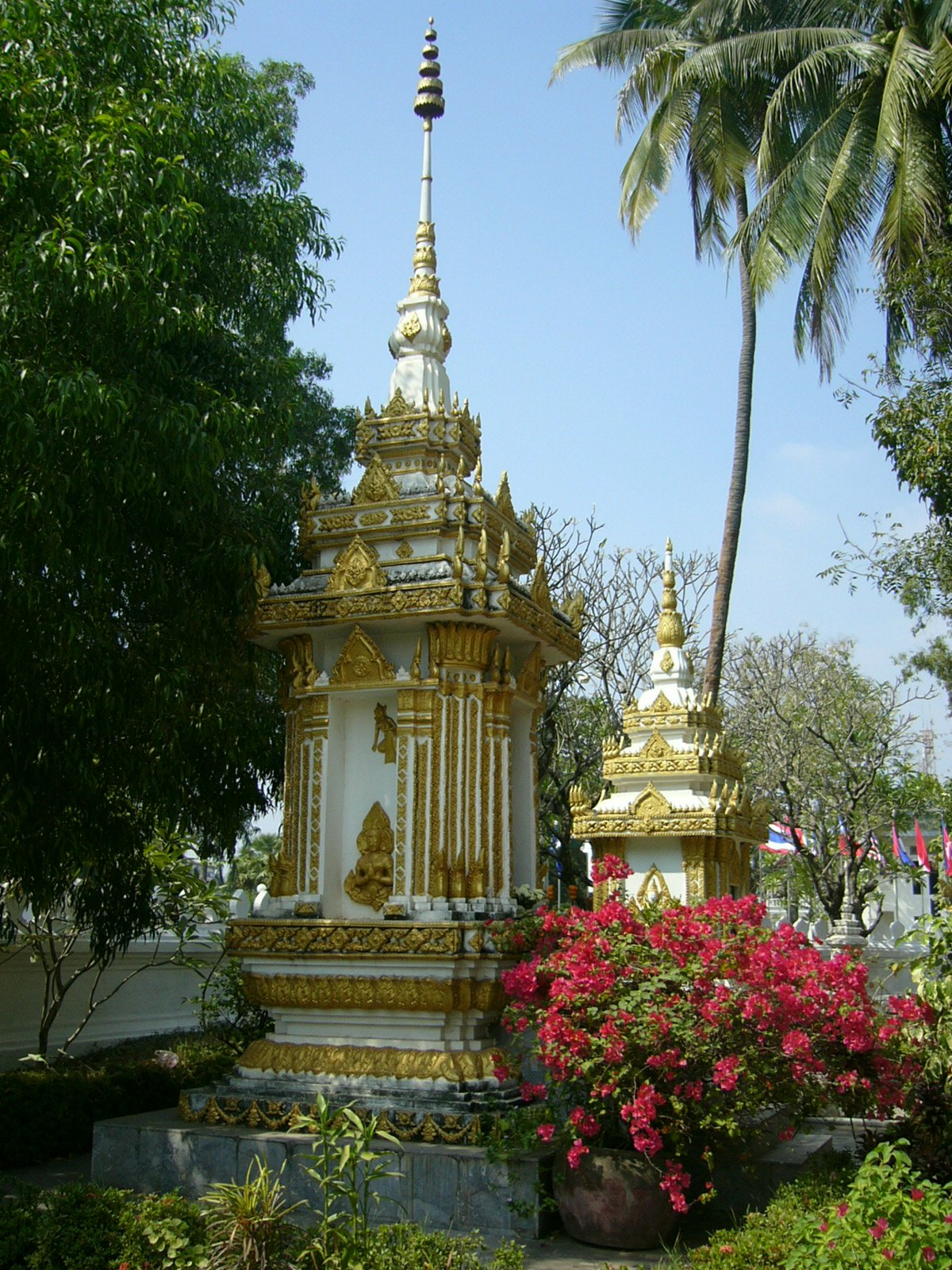
Towers
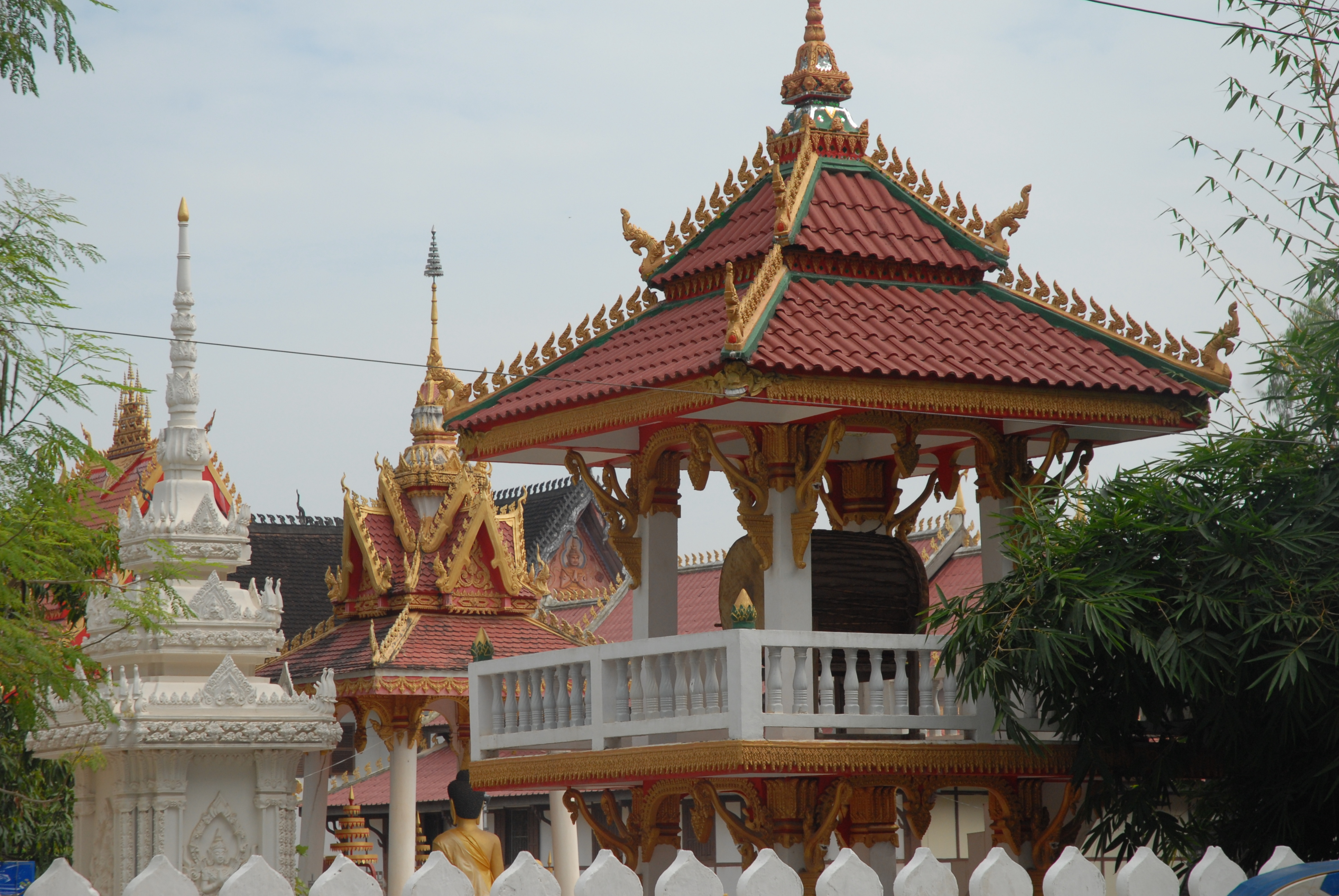
Drum tower
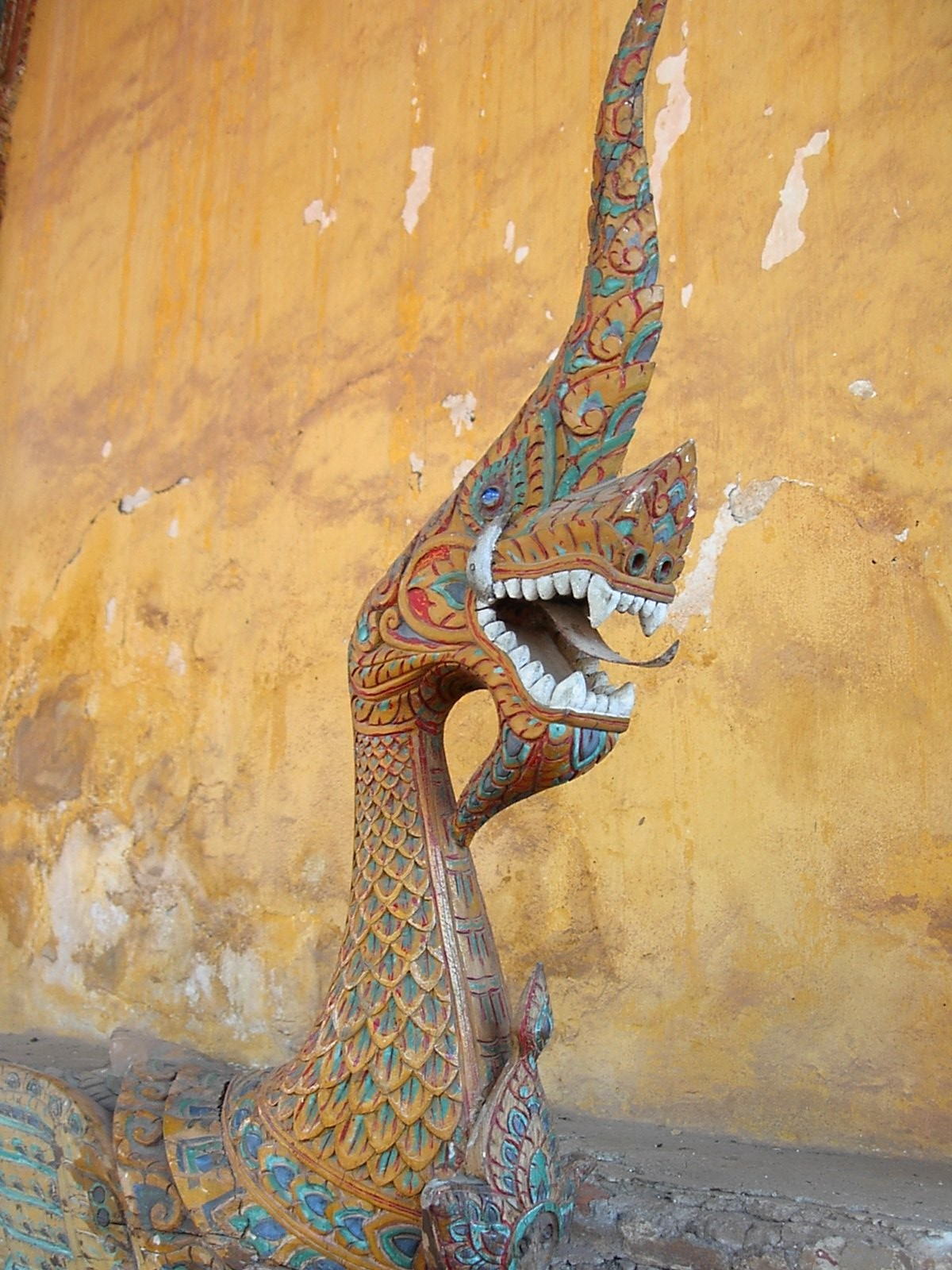
Nāga guarding entrance